# Musée d'histoire naturelle de l'université d'Oxford
Le musée d'histoire naturelle de l'université d'Oxford, parfois appelé simplement le musée de l'université d'Oxford, est un musée d'histoire naturelle présentant de nombreuses collections de sciences naturelles, situé dans la plus ancienne université anglaise, l'université d'Oxford, en Angleterre,.
La construction d'un bâtiment regroupant toutes les collections est initiée en 1855 par Henry Acland avec le soutien financier et intellectuel de son ami John Ruskin et construit par Benjamin Woodward.

## Galerie

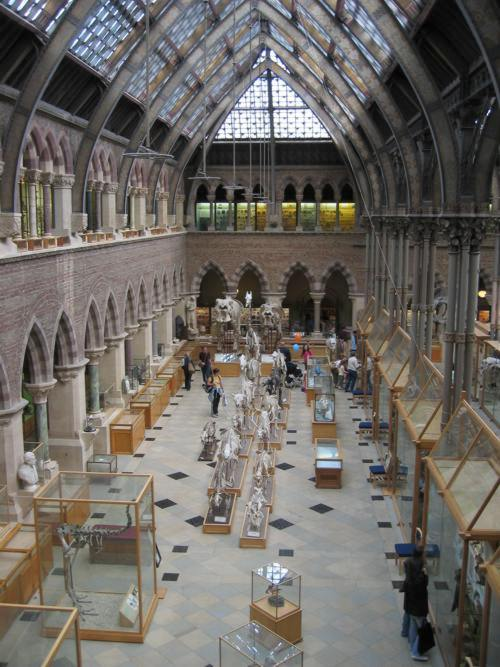
Intérieur du Muséum, la galerie des mammifères
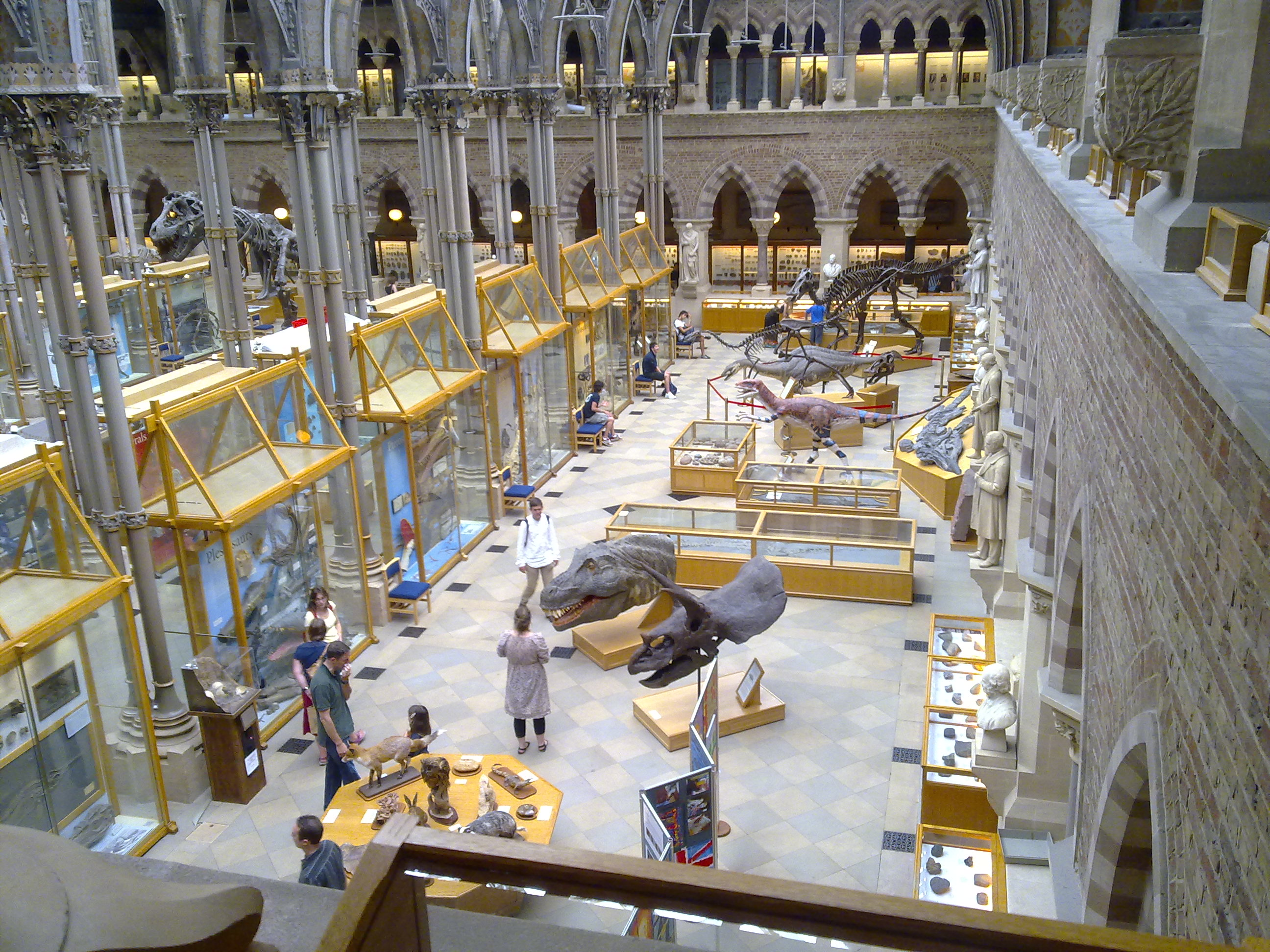
La galerie des dinosaures
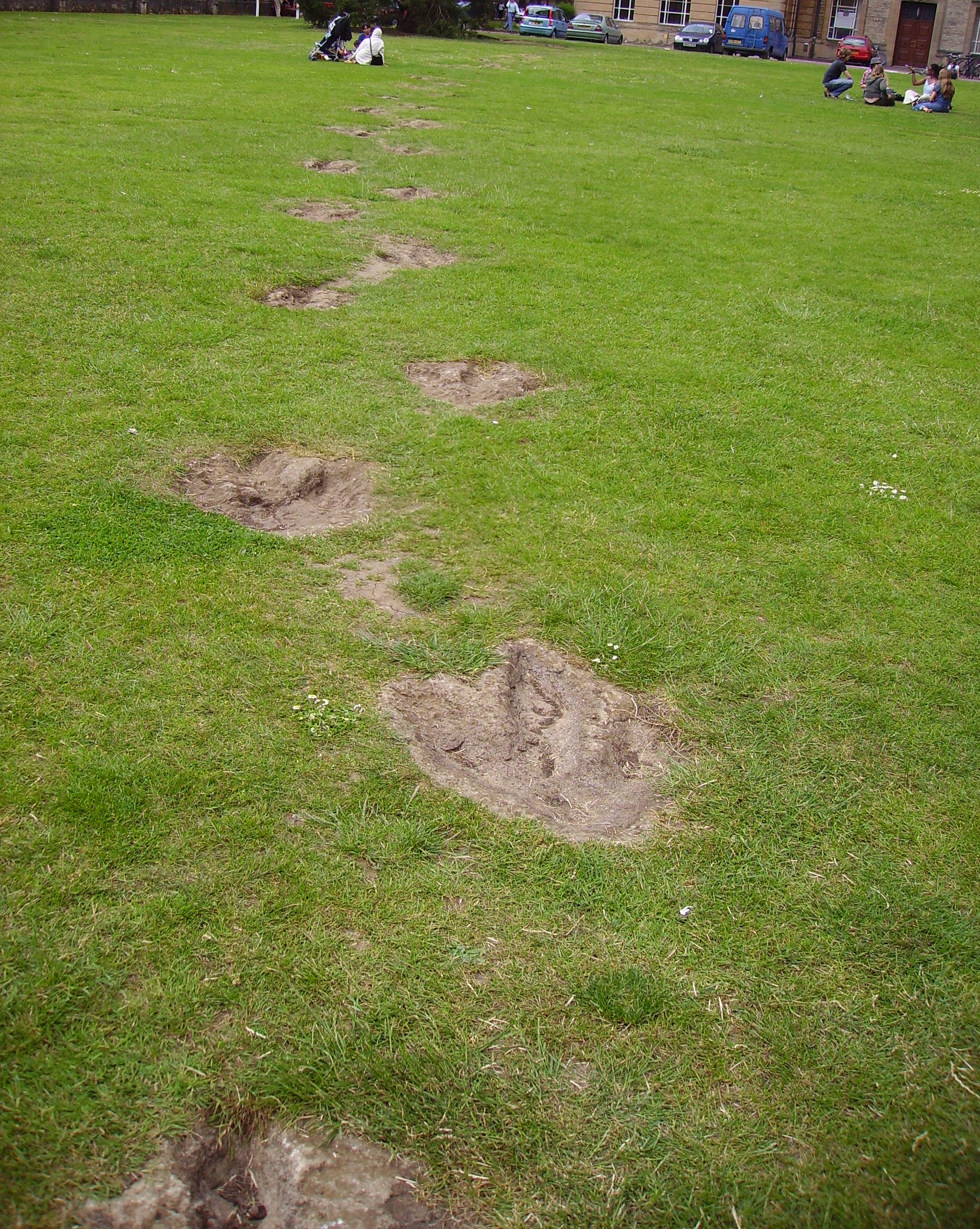
Reconstitution d'empreintes de pas de Megalosaure
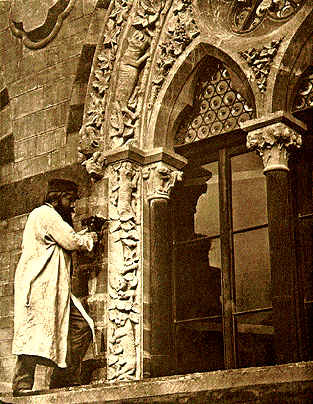
James O'Shea au travail sur des sculptures d'animaux et de plantes.